# Hans B. Bauerfeind

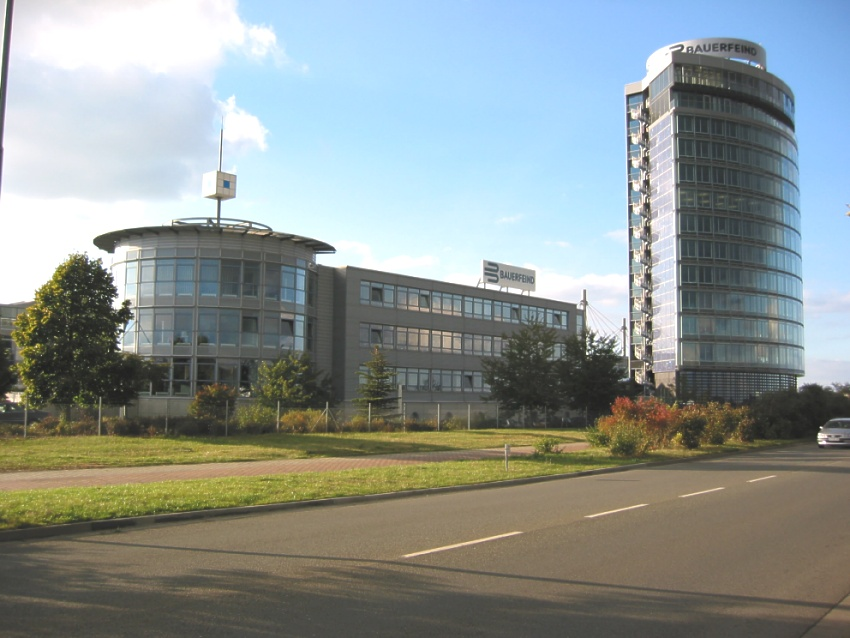
Verwaltungsgebäude der Bauerfeind AG in Zeulenroda-Triebes

Hans Bruno Bauerfeind (* 29. Juli 1940 in Zeulenroda; † 13. Juli 2023) war ein deutscher Unternehmer.

## Leben und Wirken
Sein Großvater Bruno Bauerfeind (1882–1944) hatte 1929 in Zeulenroda ein Spezialunternehmen für die Herstellung von medizinischen Kompressionsstrümpfen gegründet, das sein Vater fortführte. 1949 wanderte die Familie von Hans B. Bauerfeind wegen der unternehmerfeindlichen Politik in der Sowjetischen Besatzungszone aus seiner thüringischen Heimat nach Westdeutschland aus. Sein Vater Rudolf Bauerfeind (1909–1998) begann in Darmstadt-Eberstadt mit dem Neuaufbau des Betriebes. 1957 machte Hans B. Bauerfeind in Darmstadt sein Abitur. Anschließend studierte er im Ausland und wurde geprüfter Textilingenieur.
1962 trat er in das Unternehmen seines Vaters ein. Nach der Übernahme der Firma Diedrich Grote Nachfolger in Kempen, einem Hersteller orthopädischer Bandagen, baute Bauerfeind ab 1972 ein weltweit agierendes Unternehmen für medizinische Hilfsmittel auf. Nach der Wiedervereinigung Deutschlands kehrte er 1991 nach Zeulenroda zurück und errichtete dort eine neue Produktionsstätte. Sie wurde Sitz der 2002 entstandenen Bauerfeind AG, deren Vorstandsvorsitzender Hans B. Bauerfeind wurde. Seine Tochter Beatrix Bauerfeind-Johnson sitzt seit 2015 im Aufsichtsrat. Zum 1. Januar 2020 gab er den Vorstandsvorsitz an Rainer Berthan ab. 2022 legte er sein Amt als Aufsichtsratsvorsitzender nieder.
Von 2004 bis 2009 war er für die CDU Mitglied des Stadtrats von Zeulenroda-Triebes. Für sein unternehmerisches und gemeinnütziges Engagement erhielt er mehrere Auszeichnungen, beispielsweise den Preis Soziale Marktwirtschaft der Konrad-Adenauer-Stiftung am 3. November 2005 in der Frankfurter Paulskirche. Im Jahr 2000 erhielt er das Bundesverdienstkreuz. Im November 2007 wurde Hans B. Bauerfeind die Honorarprofessur der Fachhochschule Münster verliehen. 2009 wurde er Ehrenbürger von Zeulenroda-Triebes.
2008 bis 2010 war er Präsident der Industrie- und Handelskammer Ostthüringen zu Gera.
Ab Dezember 2017 war er Aufsichtsratsvorsitzender beim Biotechnologieunternehmen Co.don AG.